# Río Bodrog
El Bodrog es un corto río de Europa central, un afluente del Tisza (y por tanto de la cuenca del Danubio) que discurre por Eslovaquia oriental y Hungría nororiental.  El Bodrog está formado por la confluencia de los ríos Ondava y Latorica cerca de Zemplín en Eslovaquia oriental. Cruza la frontera entre Eslovaquia y Hungría en el pueblo de Felsőberecki (cerca de Sátoraljaújhely) en Hungría, y Streda nad Bodrogom en Eslovaquia, donde es también el punto más bajo de Eslovaquia (94,3 m s. n. m.), y continúa fluyendo a través del condado húngaro de Borsod-Abaúj-Zemplén, hasta que se encuentra con el río Tisza en Tokaj. Una ciudad a lo largo de su curso es Sárospatak, en Hungría.
Su longitud es de 67 km (15 en Eslovaquia, 52 en Hungría). La superficie de su cuenca es de 13.579 km² de los que 972 km² están en Hungría. El río es rico en pescado.
- Datos: Q828570
- Multimedia: Bodrog / Q828570